# Cal Senyoreta
Cal Senyoreta és un edifici del municipi de Sanaüja (Segarra) que forma part de l'Inventari del Patrimoni Arquitectònic de Catalunya.

## Descripció

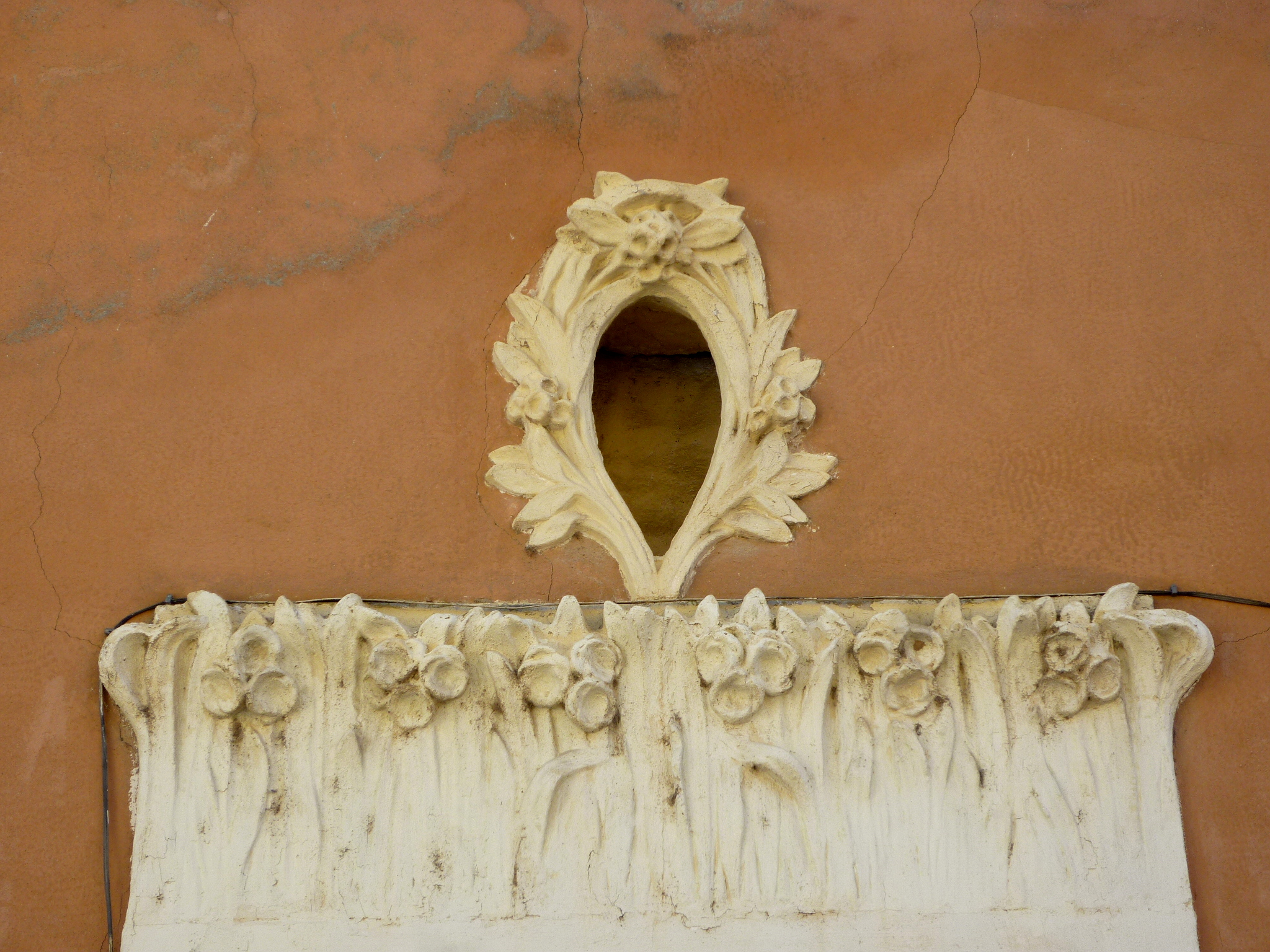
Una llinda

És una casa situada al final d'un dels carrers propers al castell de Sanaüja, fent cantonada. Pel que fa a la decoració utilitzada a la façana, la podem englobar dins el Modernisme. Està estructurada amb una única planta i realitzada amb paredat i arrebossat superior pintat de color rogenc i blanc en els elements decoratius, destacant el fet que la porta principal està situada en un cos lateral més endarrerit i separat del carrer mitjançant una reixa.
La façana principal presenta tres grans finestrals, amb la llinda decorada amb elements florals tal com tiges, fulles i flors, culminant al centre amb una mena d'òcul ovalat amb el mateix tipus de decoració, i amb la presència de reixes exteriors de ferro forjat amb formes corbes i decorat amb flors pintades de color daurat. A la part superior de la façana apareix una cornisa de forma mixtilínia, rematada al centre de la façana, col·locada simètricament amb el finestral central de la part inferior, amb decoració floral que emmarca el segell amb l'any de construcció, 1914.